# Papuagrion oppositum
Papuagrion oppositum – gatunek ważki z rodziny łątkowatych (Coenagrionidae).